# Monobright CLIPS:R-ock指定
『monobright CLIPS:R-ock指定』（モノブライト・クリップス　アールしてい）は、monobrightの映像作品。2009年6月10日にDefSTAR RECORDSから発売された。

## 解説
バンド初の映像作品。タイトルの「R-ock指定」は「アール指定」と読ませる。本作にはこれまでに制作されたPVを10曲収録。加えてライブ映像、特典映像も収録。初回生産限定盤はオリジナル・マフラータオル付。

## 収録曲
PV
1. 未完成ライオット
Director：清水康彦
2. 頭の中のSOS
Director：清水康彦
3. 20th Century Lover's Ohchestra
Director：清水康彦
4. WARP
Director：山口保幸
5. あの透明感と少年
Director：内田けんじ
6. 夏メロマンティック
Director：宮風呂享史
7. 涙色フラストレーション
Director：田辺秀伸
8. アナタMAGIC
Director：田辺秀伸
9. 別の海
Director：瀧澤雅敏
10. 踊る脳
Director：田辺秀伸

LIVE RECORDING FILMS from monobright ONE MAN LIVE at AKASAKA BLITZ 2008.11.09
1. あの透明感と少年
2. デイドリームネイション

特典映像
- monobrightの『アナタ・マリック劇場』全11話